# La Cavale (album)
Pour les articles homonymes, voir La Cavale.
Albums de Nolwenn Leroy
Folk
(2018)
Singles
1. Brésil, Finistère
Sortie : 2 juillet 2021
2. Le Tournis
Sortie : 14 septembre 2021
3. Loin
Sortie : 16 décembre 2021
4. La Houle
Sortie : 26 avril 2021
5. Mon Beau Corsaire
Sortie : 29 octobre 2021

La Cavale est le huitième album de l'auteure-compositrice-interprète française Nolwenn Leroy, paru le 12 novembre 2021 et produit par Benjamin Biolay et Pierre Jaconelli. 
Les ventes dépassent les 40 000 exemplaires en France avec 7 500 exemplaires vendus lors de la première semaine d'exploitation.

## Développement
Le disque a été enregistré et produit à Paris dans les Studios de la Seine. Nolwenn, collabore pour la première fois avec Benjamin Biolay, qui participe en majorité, à l’écriture des textes et à la composition. Adélaïde Chabannes contribuera également à l’écriture de quelques titres. Nolwenn quant à elle aidera Benjamin Biolay sur l’écriture du titre La Cavale.
C’est Benjamin Biolay qui avait évoqué par le passé, son envie de travailler avec Nolwenn, sans jamais que le projet se concrétise. C’est 1 an avant la sortie de l’album La Cavale que la chanteuse le recontacte pour savoir si sa proposition tenait toujours. Sans jamais se fixer de date de sortie précise, les deux artistes se sont rendus en studio d’enregistrement, puis les sessions ont commencé. En travaillant dans la décontraction et pas dans la douleur précise Nolwenn à 20 minutes.
Une des plus grosses réussites de l’album consiste au fait que Benjamin Biolay ait parvenu à faire enregistrer les parties vocales de Nolwenn en une seule prise la plupart du temps. « J’ai toujours tendance à vouloir faire mieux, mais j’aime ces petites imperfections et craquements qui apportent de l’émotion. Je ne le tolérais pas forcément chez moi avant. Sur cet album, il y a eu très peu de prises de voix mais il y a eu des choses à la fois très spontanées et libres dans le chant » raconte-t-elle. « Il n’y a pas eu de directives de sa part. Il m’a dit : « J’aime les voix, chante donc naturellement comment tu le ferais et pas comme tu crois que j’aimerais que tu chantes ». »

## Thèmes
L’album aborde des thèmes beaucoup plus intimes et personnels, que les précédents opus de la chanteuse. En travaillant avec, l’auteur-compositeur-interprète français, Benjamin Biolay, les deux artistes créent un album qui dégage une extrême sincérité. Nolwenn Leroy fait comprendre que son humeur est au lâcher-prise.
« Il m’a laissée très libre et cela a été vraiment une rencontre fabuleuse. On a travaillé de façon très naturelle. C’était très fluide, très simple, très évident. Je lui faisais confiance alors que je ne fais pas confiance à n’importe qui. Je lui ai raconté ma vie, les thèmes que j’avais envie d’aborder sur l’album. Toutes ces dernières années, j’étais dans mon coin à écrire mes chansons. Je crois que cette fois j’étais prête à refaire confiance et puis à travailler en duo sur cet album », confie Nolwenn sur la chaîne belge RTBF.
Nolwenn poursuit en expliquant que se livrer, est pour elle quelque chose de plutôt difficile et assez inédit. « J’ai dû oser et c’est aussi ce que représente l’album. J’étais vraiment dans la liberté et le lâcher-prise à ce moment. C’était un bonheur de lui laisser les clés sur cet album. Les rencontres artistiques m’apportent aussi beaucoup. Parfois en travaillant avec une autre plume on arrive à aborder des sujets que l’on n’aborderait pas seule. Je suis quelqu’un d’assez pudique, qui utilise des métaphores. Benjamin a réussi à trouver les mots pour me faire aborder des sujets très personnels » confie-t-elle.
Avec La Cavale, Nolwenn avait envie de sortir de sa zone de confort et de surprendre. « Alors que, ces dernières années, je faisais ma petite cuisine dans mon coin, j’avais envie de retrouver une situation que je n’avais pas connue depuis quinze ans et ma collaboration avec Laurent Voulzy [pour Nolwenn Ohwo !], c’est-à-dire de travailler avec quelqu’un d’autre, qui m’offre des chansons sur mesure », explique-t-elle à 20 Minutes.
Concernant le titre de l’album, La Cavale, il s’agit d’un quartier de Brest, où Nolwenn a vécu enfant. Celle-ci ajoute « C’est aussi ça la cavale […] : c’est le moment d’y aller, tout ce que j’avais en tête, mes envies, c’est maintenant, ! »

## Pochette et thème graphique
La pochette de l'album "La Cavale" de Nolwenn Leroy a été révélée au public le 14 septembre 2021 via les réseaux sociaux de l'artiste. Elle a été capturée par le photographe Boris Allin, également connu sous le nom de Boby. Sur cette pochette, Nolwenn Leroy est photographiée de dos, créant ainsi une atmosphère intrigante et captivante. Elle porte une magnifique robe blanche fendue et dos nu, qui souligne son élégance et sa féminité. La scène se déroule sur une plage, ajoutant une touche de romantisme et d'évasion.
Ce qui rend cette pochette encore plus spéciale, c'est la présence du cheval de Nolwenn, nommé "Black". Black est un majestueux étalon noir de race barbe, qui se tient à côté d'elle sur la plage. Ce cheval symbolise la puissance, la liberté et l'aventure. Il représente également la passion de Nolwenn pour l'équitation depuis son plus jeune âge. La présence de Black renforce l'idée d'une évasion audacieuse et d'un voyage en compagnie de son fidèle compagnon. « J’ai toujours eu des animaux sur mes pochettes d’albums. C’est toujours important pour moi de raconter une histoire à travers mes disques, c’est ce que symbolise pour moi le cheval : la liberté absolue et parce que je monte depuis toute petite. »
Nolwenn Leroy exprime sa joie de présenter cette pochette à ses fans, décrivant l'image comme une invitation au grand départ et à la liberté nocturne. L'ensemble de la composition visuelle évoque l'envie d'évasion de la chanteuse, qui se reflète également dans le titre de son huitième album. Nolwenn partage son intention de raconter une histoire à travers ses disques, et les animaux ont toujours occupé une place importante sur ses pochettes d'albums. Le cheval représente pour elle la liberté absolue et incarne parfaitement cette notion d'évasion.
En somme, la pochette de l'album La Cavale est une véritable œuvre d'art visuelle. Elle capture l'essence de l'album et de l'artiste elle-même, transmettant l'idée d'une évasion audacieuse, d'une connexion avec la nature et d'une quête de liberté. C'est une image qui invite les auditeurs à se plonger dans l'univers musical de Nolwenn Leroy et à embarquer avec elle dans cette aventure nocturne, guidée par la puissance du cheval et la passion de la musique,.

## Liste des titres
| 1.    | Loin                     | Adélaïde Chabannes             | 3:51 |
| 2.    | Occident                 | Benjamin Biolay                | 3:54 |
| 3.    | Tu me plais              | Benjamin Biolay                | 2:26 |
| 4.    | Le Tournis               | Benjamin Biolay                | 3:46 |
| 5.    | La Houle                 | Adélaïde Chabannes             | 3:52 |
| 6.    | Mon Beau Corsaire        | Benjamin Biolay                | 4:13 |
| 7.    | Brésil, Finistère        | Benjamin Biolay                | 3:45 |
| 8.    | Abysses                  | Adélaïde Chabannes             | 3:34 |
| 9.    | La lune en plein jour    | Benjamin Biolay                | 4:05 |
| 10.   | Changer l'eau des fleurs | Benjamin Biolay                | 3:55 |
| 11.   | La Cavale                | Nolwenn Leroy, Benjamin Biolay | 3:31 |
| 40:00 |                          |                                |      |

## Autour des titres

### Loin
Deuxième extrait de l'album La cavale. Ce titre a été écrit et composé par Adé (Adélaïde Chabannes) du groupe Thérapie Taxi. Le texte porte un message émancipateur.
C’est une chanson sur le lâcher-prise, l’émancipation. Et aussi sur le laisser-dire. Se lâcher sur la piste de danse et ne pas écouter ce que l’on dit, tracer sa route en suivant son instinct. C’est l’état d’esprit dans lequel Nolwenn se trouve à l’aube de ses 40 ans et essaye de faire depuis presque vingt ans maintenant. « Je ressens l’urgence d’oser, ce n’est pourtant pas quelque chose qui me caractérise, ce petit manque de confiance en moi est longtemps resté. »
Quant aux sonorités celtiques de la chanson, Nolwenn explique dans une interview pour chartsinfrance, que cela fait partie de son ADN. Benjamin Biolay avait également envie d’explorer ces sonorités, qu’il n’avait jamais utilisé dans sa musique. « Ce sont des sonorités qui me réconfortent, me font du bien. » confie Nolwenn. Avec l’aide de son ami Kévin Camus, l’un des rares joueurs d’Uilleann pipe français, ils se sont « éclatés » à composer l’instrumentale de la chanson.

### Occident
Occident est une chanson écrite par Benjamin Biolay, qui parle des personnes sans-abris. Marraine de la fondation Abbé-Pierre, Nolwenn explique « C’est une chanson importante pour moi. Cela se passe en bas de chez nous, et il y a une sorte de fatalité par rapport à la pauvreté. Il y a encore beaucoup à faire pour que ces gens aient droit au minimum. Le jour ou l’accès au logement sera réglé, beaucoup d’autres problèmes seront réglés… »
Depuis sa rencontre avec l’Abbé, Nolwenn avait envie de composer une chanson sur la fondation. Mais celle-ci avait du mal à trouver les mots car c’est un sujet très délicat à traiter. Il ne faut pas tomber dans quelque chose de trop sombre ou trop poétique.
« Je me suis confiée à Benjamin Biolay par rapport à cet engagement. Les sujets de société, c'est un exercice qu'il n'a pas trop eu l'occasion de faire sur ces titres. À l'issue de cet échange, il m'a dit qu'il allait y réfléchir. Finalement, il est revenu avec cette chanson. Le côté très cinématographique fait que t'es dans le film. Tu t'imagines dans ta voiture, l'hiver, le soir… Finalement, c'était la meilleure façon de traiter le sujet. »

### Tu me plais
Écrite par Benjamin Biolay, « Tu me plais » est une chanson paradoxale, où Nolwenn montre une autre facette d’elle à son public. Nolwenn a toujours été quelqu’un de direct, au franc parler, des discours aseptisés. « C'est comme ça, je me soigne mais je reviens toujours à ça car c'est ma nature. Mais dans mes textes, dans ma façon d'écrire, j'utilise beaucoup de métaphores, d'images. C'est une façon de dire les choses, pas sans les dire mais de façon à ce que les gens puissent voir ce qu'ils ont envie de voir. […] On est à une époque, peut-être avec l'explosion de la musique urbaine, où on a une façon plus directe de dire les choses… J'avais envie de trouver un bon équilibre, car au-delà de la façon de les exprimer, c'est aussi les thèmes. Je ne suis pas quelqu'un qui chante l'amour très facilement, mais cette chanson elle est sexy, assumée. Je me disais que c'était le moment de chanter certains mots. Je ne l'aurais pas forcément fait toute seule. En tout cas, j'ai adoré le faire ! » explique Nolwenn lors d’une interview pour charts in France.

### Le Tournis
« Le Tournis » est une chanson écrite par Benjamin Biolay. Ce titre plus lent et posé mais tout aussi solaire donne des airs nostalgiques à Nolwenn Leroy, qui se remémore de jolis souvenirs passés.
La chanson évoque la sensation d’un voyage sur une route italienne en plein été.
Cette chanson de Nolwenn Leroy exprime le vertige émotionnel et la nostalgie d'une relation passée. Les souvenirs de moments partagés le dimanche, les aspirations à l'amour et l'évasion, ainsi que la perte de joie et la tristesse actuelle sont abordés. Les paroles évoquent un tourbillon d'émotions, un sentiment d'agitation et de confusion. La chanson se termine sur l'absence de l'être aimé et la répétition des jours, renforçant le sentiment d'instabilité et de désarroi.

### La Houle
La Houle est un titre solaire avec une basse funky, écrit et composé par Adélaïde Chabannes, ancienne membre de Thérapie Taxi. La chanson se veut apaisée et optimiste face aux obstacles de la vie.
Cette chanson de Nolwenn Leroy parle de la résilience et de la confiance en soi face aux épreuves de la vie. La narratrice vit dans l'ombre mais croit en la possibilité de retrouver la lumière. Elle trouve de la force dans la mer et la houle, et sait que le doute finira par la quitter. Elle refuse de se résigner et veut vivre pleinement, ouvrir les yeux sur ses joies et quitter ce qui l'entrave. Elle exprime le désir de prendre des risques, d'explorer toutes les possibilités et de trouver sa propre voie. Finalement, elle souhaite illuminer son visage et prendre de l'élan pour avancer vers de nouveaux horizons. Cette chanson inspire à persévérer malgré les obstacles et à trouver sa véritable essence.

### Mon beau corsaire
Mon beau corsaire est le cinquième single de l’album « La Cavale » de Nolwenn Leroy, sorti le 29 octobre 2021. La chanson a été écrite par Benjamin Biolay. Elle parle du fils de Nolwenn Leroy, Marin. Dans une interview pour le site internet « l’avenir », elle raconte que son fils de 4 ans (lors de la sortie du single) est très sensible à la musique, surtout les chansons lentes, sur le thème de l’émotion. Il est donc submergé quand il écoute la chanson « Mon beau corsaire », écrite pour lui.

### Brésil, Finistère
C’est une chanson écrite par Benjamin Biolay. 1er single de l’album, Brésil, Finistère, est une chanson qui rassemble, qui est faite pour danser, de la samba du Brésil au Fest-noz du Finistère. C’est une chanson pour rapprocher les esprits et les corps. Selon la chanteuse, c’est ce que tout le monde pense et a besoin à la sortie de cette période de confinement.

### Abysses
Écrite et composée par Adélaïde Chabannes, ancienne membre de Thérapie Taxi, la chanson Abysses est une histoire d’amour tragique.
Cette chanson de Nolwenn Leroy parle d'une relation difficile où la narratrice se sent perdue et aspire à se libérer. Elle décrit les moments où son cœur a été sauvé in extremis, mais elle réalise qu'elle était peut-être aveuglée par ses peurs. La narratrice exprime le désir de s'éloigner de cette personne, de se débarrasser de ses souvenirs et de trouver la force de partir. Elle évoque les aspects destructeurs de la relation et ressent une tension intérieure quant à la manière de se libérer. La chanson se termine avec la répétition de la fuite de la narratrice et des cris de la personne lui demandant de ne pas l'oublier, laissant la narratrice incertaine quant à la façon de se délivrer. Dans l'ensemble, la chanson explore les thèmes de la dépendance, de la confusion et de la recherche de liberté dans une relation toxique.
À propos de l’écriture de la chanson Nolwenn évoque Adé « Elle venait d’enregistrer un duo avec Benjamin Biolay, et lui a confié qu’elle avait pensé à des chansons pour moi. J’étais très étonnée. J’adore Thérapie Taxi mais sur le papier on ne nous voit pas travailler ensemble. Adé a une vraie culture musicale, des influences très variées, et effectivement c’était une super rencontre. »

### La lune en plein jour
La lune en plein jour a été écrite par Benjamin Biolay et Pierre Jean-Francois Jaconelli. Elle présente diverses interprétations et prévient sur le fait de prendre son temps, de ne pas se précipiter et profiter de chaque instant.
Dans cette chanson de Nolwenn Leroy, l'importance de plusieurs leçons de vie est soulignée. Savoir sourire, donner généreusement et croire en quelque chose de plus grand peuvent changer notre perspective. Elle encourage à suivre notre propre chemin malgré les difficultés et à apprécier les moments de bonheur, même s'ils sont éphémères. Elle évoque également l'amour et sa nature à la fois éphémère et durable. Dans l'ensemble, la chanson incite à apprécier les petites choses de la vie, à être résilient face aux épreuves et à trouver du bonheur et de la sérénité dans les moments les plus simples.

### Changer l'eau des fleurs
Changer l’eau des fleurs est une chanson au côté disco-kitsch assumé. Elle évoque le temps qui passe. Le fait de profiter de la vie avant que l’âge ne nous rattrape. Elle a été écrite par Benjamin Biolay.
Les paroles mettent en avant l'importance de prendre soin des choses fragiles, symbolisées par les fleurs, en changeant régulièrement leur eau pour éviter qu'elles se fanent. La chanson aborde également le passage inexorable du temps, soulignant son caractère implacable et parfois dangereux. Elle évoque des relations amoureuses compliquées et l'importance de faire face aux réalités de la vie. En somme, la chanson invite à vivre pleinement le moment présent, à ne pas se laisser emporter par les contraintes et à apprécier les plaisirs simples de la vie.

### La Cavale
La chanson « La Cavale », qui est également le titre du huitième album de Nolwenn Leroy, évoque selon la chanteuse :  « le moment d’y aller, tout ce que j’avais dans la tête, mes envies, c’est maintenant ! Il faut vivre ! ».
Au départ, ce fut une chanson sur Brest. La Cavale est un quartier de cette ville où Nolwenn a vécue enfant. Il y avait un bagne et c'est là qu'on arrêtait les prisonniers.
« Avec Benjamin Biolay, on se disait que ce serait bien de conclure l’album par un piano-voix. Il m’a demandé si j’avais un texte, je lui ai donc proposé celui-ci. On l’a retravaillé ensemble et il a cherché une mélodie. »
Puis lors du processus créatif de la chanson, Nolwenn a modifié quelques parties, pour en faire un hommage à la mémoire du chanteur Christophe, décédé le 16 avril 2020. « Cette chanson, tout comme l’album, lui est dédiée. C’est le seul texte que j’ai signé du disque. »
« Ce texte, je l’avais fait évoluer au moment où Christophe nous a quittés, à Brest. On était potes tous les deux, on avait travaillé et chanté ensemble, on partageait des dîners. Je suis Auvergnate par ma maman. Lui était lié à l’Auvergne. Donc on parlait de cette région et de la Bretagne. »
La cavale prend donc plusieurs sens dans cet album a expliqué Nolwenn Leroy au média Voici.

## Vidéoclips
Le clip Brésil, Finistère, sorti le 26 août 2021, a été réalisé par Théo Sauvage à Dunkerque, sur la plage de Malo-les-Bains en plein été. Cette ville du Nord de la France a été choisie par Nolwenn et son équipe pour éviter une plage bondée de monde.
On peut voir la chanteuse faire du roller. Sport qu’elle adore pratiquer depuis toute jeune. Cependant, lors d’une interview, elle précise qu’elle n’a pas voulu « faire la maline », mais que cette fragilité dans ses mouvements, offre un cachet à la fois charmant et drôle au clip vidéo. Elle précise aussi que « Le roller, c’est la liberté absolue, comme le cheval d’ailleurs, que l’on retrouve sur la pochette de La Cavale.